# Pontinvrea
Pontinvrea är en ort och kommun i provinsen Savona i regionen Ligurien i Italien. Kommunen hade 818 invånare (2018).